# Thuburbo Minus
Thuburbo Minus (łac. Diocesis Thuburbitanorum Minorum) – stolica historycznej diecezji w Cesarstwie rzymskim w prowincji Afryka Prokonsularna, sufragania metropolii Kartagina. Współcześnie w Tunezji. Obecnie katolickie biskupstwo tytularne.

## Biskupi tytularni
| Lp. | Biskup                           | Funkcja                                                      | Od               | Do                  |
| --- | -------------------------------- | ------------------------------------------------------------ | ---------------- | ------------------- |
| 1   | Jules-Étienne Gazaniol           | biskup pomocniczy Kartaginy                                  | 26 lutego 1892   | 3 grudnia 1896      |
| 2   | François Gerboin                 | wikariusz apostolski Unianyembé (Niemiecka Afryka Wschodnia) | 28 stycznia 1897 | 27 czerwca 1912     |
| 3   | Etienne-Benoît Larue             | wikariusz apostolski Bangueolo (Rodezja Północna)            | 28 stycznia 1913 | 5 października 1935 |
| 4   | Xavier Ferdinand Thoyer          | wikariusz apostolski Fianarantsoa (Madagaskar)               | 23 grudnia 1936  | 14 września 1955    |
| 5   | Cesar Maria Guerrero y Rodriguez | emerytowany biskup San Fernando (Filipiny)                   | 14 marca 1955    | 27 marca 1961       |
| 6   | William John McNaughton          | wikariusz apostolski Inczon (Korea Południowa)               | 6 czerwca 1961   | 10 marca 1962       |
| 7   | Nicholas Grimley                 | wikariusz apostolski Cape Palmas (Liberia)                   | 7 maja 1962      | 9 czerwca 1995      |
| 8   | Antonio Palang                   | wikariusz apostolski San Jose in Mindoro (Filipiny)          | 25 marca 2002    | 21 kwietnia 2021    |
| 9   | Godfrey Mwasekaga                | biskup pomocniczy Mbeya (Tanzania)                           | 9 marca 2024     |                     |